# Bernardo de Kagoshima
Bernardo, o japonês (Japonês: 鹿児島のベルナルド, falecido em fevereiro de 1557), também conhecido como Bernardo de Kagoshima, por ser proveniente da região de Kagoshima, foi um dos primeiros conversos cristãos japoneses do século XVI, e o primeiro japonês a ter visitado a Europa. Bernardo foi uma das primeiras conversões de São Francisco Xavier e um dos seus dois discípulos. Bernardo foi batizado em 1549, tendo seguido São Francisco Xavier como discípulo pelo Japão e pela Índia.
Bernardo partiu para a Índia com Francisco Xavier em 1551, juntamente com outro japonês, Mathias, nascido em Yamaguchi. Chegaram à Índia em fevereiro de 1552. Contudo, Mathias viria a falecer em Goa. Bernardo parte depois para Portugal com o Irmão Andreas Fernandes, onde chega em 1553, com uma carta escrita por Francisco Xavier em Goa, datada de 8 de abril de 1552. O objectivo da viagem era que Bernardo "visse o cristianismo em toda a sua majestosidade", para que pudesse partilhar a sua experiência quando tornasse ao Japão. Na sua carta, São Francisco Xavier comentava entre outras coisas que "O intelecto japonês [é] tão aguçado e sensível quanto qualquer outro no mundo".
Pensa-se que Bernardo, ao chegar a Lisboa, terá sido o primeiro japonês a visitar a Europa. Em Portugal, Bernardo candidatou-se a entrar na Companhia de Jesus, tendo vindo a estudar na Universidade de Coimbra.
Dois anos depois, Bernardo parte para Roma, a 17 de julho de 1554, atravessando a Espanha até chegar a Barcelona, onde apanhou um barco para Nápoles. Esteve em Roma durante dez meses, onde conheceu Inácio de Loyola e provavelmente presenciou a eleição do Papa Marcelo II. Bernardo foi muito valorizado e deu grandes esperanças ao papado quanto às perspectivas do catolicismo no Japão.
Bernardo saiu de Roma a 23 de outubro de 1555, e apanhou um barco em Génova. Contudo, após ter passado mais dois anos em Portugal, Bernardo viria a falecer em Coimbra em fevereiro de 1557.